# عبد ال حميد موني
عبد ال حميد موني (بالإندونيسية: Abdul Hamid Mony)‏ هو لاعب كرة قدم إندونيسي في مركز الوسط، ولد في 14 مارس 1989 في أمبون في إندونيسيا. لعب مع Persiba Balikpapan ‏.

## وصلات خارجية
- عبد الحميد موني على موقع قاعدة بيانات كرة القدم.إي يو (الإنجليزية)
- عبد الحميد موني على موقع Soccerway.com (الإنجليزية)